# Мъртвите блата
Мъртвите блата са измислена местност, намираща се в описаната от Джон Роналд Руел Толкин Средна земя.

## Описание
Някога са били част от древното бойно поле Дагорлад. Намират се на северозапад от Моранон, основният вход към Мордор.
В края на Втората епоха Последният съюз между хората и елфите се сблъсква с армиите на Саурон на Дагорлад. И двете страни дават много жертви. През последвалите години блатото е обхващало все повече части от някогашното бойно поле, и е погълнало мъртвите, които са лежали там. В „Двете кули“ блатото е описано като навяващо ужас и безутешност:
| „ | „Студена, мокра зима все още царуваше в тази изоставена земя. Единствената зеленина бяха лигавите водорасли, плуващи по тъмната мазна повърхност на мрачните води. Сухи треви и гниещи плевели изплуваха от мъглата като парцаливи сенки на отдавна забравени лета.“ | “ |

Фродо и Сам са преведени от Ам-гъл през Мъртвите блата по пътя им към Мордор, където отиват да унищожат Единствения пръстен. Труповете, които могат да бъдат видени във водите на блатата, вероятно са нематериални, само образи на падналите някога - както Ам-гъл казва: „Само форми, виждат се, но не можеш да ги пипнеш“. Фродо е хипнотизиран от подобните на свещи пламъчета, които сякаш плуват по водите на блатото. Тези, които бъдат увлечени от пламъчетата, и се опитат да докоснат телата, вероятно ще се удавят и присъединят към мъртвите. Ам-гъл предупреждава за това Сам, който повиква замаяния Фродо и прекъсва транса му, преди той да успее да докосне водата.
В „Писмата на Дж. Р. Р. Толкин“ авторът споменава, че е възможно описанието на Мъртвите блата да е повлияно от личните му преживявания през Първата световна война, и конкретно битката при Сома.